# Utrillas
Utrillas è un comune spagnolo di 3 178 abitanti situato nella comunità autonoma dell'Aragona.
Assieme a Montalbán costituisce il capoluogo della comarca delle Cuencas Mineras.